# Stazione di Rocchette
La stazione di Rocchette è stata una stazione ferroviaria posta lungo la ex-linea ferroviaria a scartamento ridotto Torrebelvicino-Schio-Rocchette-Arsiero inaugurata nel 1885, con diramazioni Schio-Rocchette (chiusa nel 1949), Rocchette-Arsiero, Thiene-Rocchette, (inaugurata nel 1907 e chiusa nel 1964) a scartamento ordinario o normale, Rocchette-Asiago a scartamento ridotto con tratto a cremagliera (inaugurata nel 1910 e chiusa nel 1958), a servizio dell'area industrializzata a nord del comune di Piovene (Piovene Rocchette dal 1933), sede degli stabilimenti lanieri Lanerossi dell'industriale Alessandro Rossi e delle fabbriche artigianali di birra, tra le quali emerge la Fabbrica Birra Real Summano fondata nel 1873.
La stazione è stata oggetto di due ampliamenti strutturali avvenuti rispettivamente nel 1907, in occasione della costruzione della nuova linea a scartamento ordinario Thiene-Rocchette, e nel 1933 a seguito della conversione da scartamento ridotto a scartamento normale della tratta Rocchette-Arsiero, realizzata su nuovo percorso (ad eccezione di quello vecchio ottocentesco tra Meda di Velo d'Astico e S. Giorgio di Velo d'Astico) passante per le campagne alte di Velo d'Astico e non più per la sua frazione di Seghe, sede della stazione del 1885.